# 安迪·默多克
安迪·默多克（英語：Andy Murdoch；1985年1月30日—）是一位蘇格蘭足球運動員。在場上的位置是中場。他現在效力於蘇格蘭足球冠軍聯賽球隊格拉斯哥流浪者足球俱樂部。

## 外部連結
- 足球数据库：安迪·默多克的球员统计数据